# Monterrei

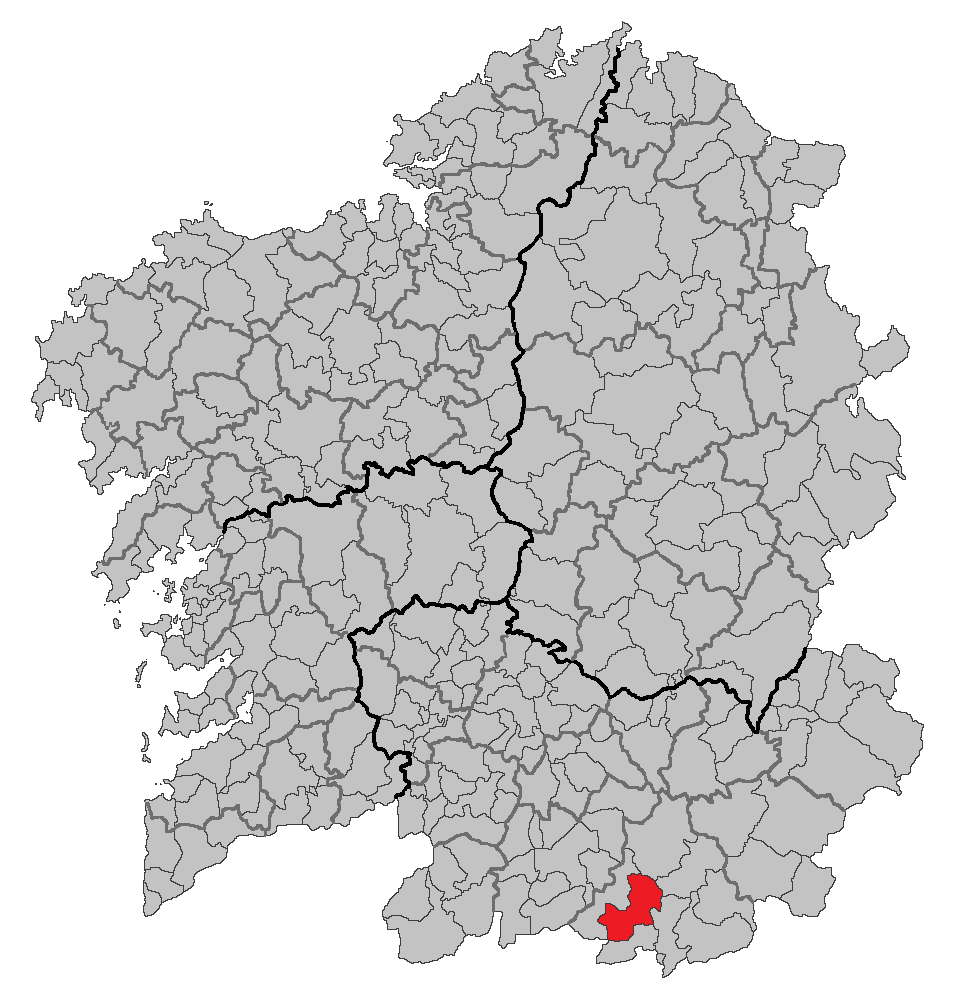
Situation in Ourense in Galicia

Monterrei là một đô thị trong tỉnh Ourense, thuộc vùng Galicia ở tây bắc Tây Ban Nha.